# R. J. Racing
R. J. Racing war ein französischer Hersteller von Automobilen.

## Unternehmensgeschichte
Das Unternehmen wurde am 13. Oktober 1995 gegründet. Der Standort war an der Rue du Gue 6 in Écommoy. Andere Quellen geben den Ort Teloché an. Die Produktion von Rennwagen begann. 1997 kamen Straßensportwagen dazu. Der Markenname lautete Helem. Jean-Michel Roy, Bernard Dupont und François Gazuit leiteten das Unternehmen. Im November 2009 wurde das Unternehmen aufgelöst.

## Fahrzeuge
Die Rennwagen starteten in Le Mans und anderen Autorennen.
Das Modell V6 GTR war ein Straßenfahrzeug. Es war ein zweisitziges Coupé mit Flügeltüren, das auf dem Renault Sport Spider basierte. Allerdings wurde das Fahrgestell um 12 cm verlängert und bestand aus Aluminium. Das Fahrzeug war 429 cm lang und 110 cm hoch. Für den Antrieb sorgte ein aufgeladener V6-Motor von Renault, der vom Motor des Alpine A610 abgeleitet war, und zwischen 260 und 280 PS leistete. Das Getriebe stammte vom gleichen Fahrzeug. Der Motor war in Fahrzeugmitte montiert und trieb die Hinterräder an. Die Höchstgeschwindigkeit war mit 254 km/h bzw. 285 km/h angegeben.